# سلطان بن أحمد بن سعيد
سلطان بن أحمد بن سعيد البوسعيدي، سلطان عمان ورابع أئمة الأسرة البوسعيدية، حكم بين 1792 و1804.

## أبرز أعماله
من أبرز أعماله على الصعيد الداخلي:
- عمل على توحيد البلد.
- القضاء على الفتن التي كانت في بعض المناطق في البلاد والتي انتشرت في عهد الإمام سعيد بن أحمد.
- فرض هيبة الدولة.
- قام بتوجيه اهتمامه إلى الخارج لاسترداد المناطق التي فقدت من الدولة -بعد أن استتب الأمن في البلاد- لفتح بلاد جديدة ولحماية الحدود العمانية من الغزو الخارجي.

## أبرز الأحداث

### تعزيز النفوذ العمانية في منطقة الخليج العربي
كان السيد سلطان بن أحمد مهتما بتأمين الملاحة في منطقة الخليج العربي والمحافظة على الأمن فيها، ذلك لحماية بلاده من الغزو، واستطاع عام 1789م أن يسيطر على المنطقة بأسرها، فقد أخضع جزيرتي قشم وهرمز، وضم بندر عباس وجوادر وشابهار، وتمكّن عام 1800م من حماية السفن التجارية في منطقة الخليج العربي.

### مساندة البحرين
كانت البحرين خاضعة للفرس إلى عام 1783م حيث تمكّن رجال قبيلة العتوب من طردهم، غير أن الفرس عادوا من جديد، وتمكنوا من السيطرة عليها، عندها استنجد أهل البحرين بالسيد سلطان فأنجدهم بحملة بحرية بقيادة ولده سالم الذي تمكّن من إنهاء الغزو الفارسي.

## وفاته
قتله رجال من القواسم من رأس الخيمة، صادفوه في البحر وقد نزل من مركبه المنيع المشهور إلى سفينة صغيرة فرماه أحد أهل السفينة ببندقية ومات وهم لا يعلمون أنه هو حتى سمعوا خادمه يدعوه باسمه. وتولى في مسقط أخوه بدر وعند لوريمر هو بدر بن سيف (ابن أخيه)
توفي سنة 1207 هـ

## الهوامش
1. ↑  بن بشر (1982).
2. ↑    - لوريمر، جي (1908). دليل الخليج القسم التاريخي. قسم الترجمة، مكتب صاحب السمو حاكم قطر
3. ↑  الفتح المبين في سيرة السادة البوسعيديين، ص 48